# Letov Š-31
Bei dem Flugzeug Letov Š-31 handelt es sich um einen einmotorigen einsitzigen Doppeldecker, der als Jagdflugzeug entwickelt wurde. Der Erstflug der Maschine fand im Jahre 1929 statt. Der Typ wurde in den Letov-Werken in Letňany bei Prag in der Tschechoslowakei hergestellt. Die Konstruktion führte Alois Šmolík aus. Das Fahrwerk war starr und verfügte über einen Hecksporn. Die Maschine wurde komplett aus Metall gefertigt. Die Tragflächen waren verspannt und mit je einem N-Stiel auf beiden Seiten verstrebt. Ebenfalls mit zwei N-Stielen wurden sie im Bereich des Rumpfes befestigt. Der Motor trieb eine zweiflügelige Luftschraube aus Holz an, die ebenfalls von Letov gefertigt war. Varianten der Maschinen wurden im spanischen Bürgerkrieg bis 1938 eingesetzt.

## Letov Š-31
Die Maschine beruht auf der Letov Š-20, besaß jedoch einen stärkeren Sternmotor. Es wurden 33 Stück bestellt. Jedoch wurden sie bald aus ihrer Rolle als Jagdflugzeug verdrängt und daraufhin als Fortgeschrittenenschulflugzeug eingesetzt.

## Letov Š-131
Diese Maschine entsprach im Wesentlichen der Š-31, besaß jedoch einen stärkeren Motor (BMW Hornet) und zeigte insbesondere eine stark verbesserte Steigleistung. Um auf 5000 Meter zu steigen, benötigte die Maschine nur 6,5 Minuten (anstatt 10 Minuten wie beim Ausgangsmuster). Das Muster wurde speziell für den Einsatz in Luftrennen ausgelegt. Es wurden von diesem Typ nur drei Maschinen hergestellt.

## Letov Š-231

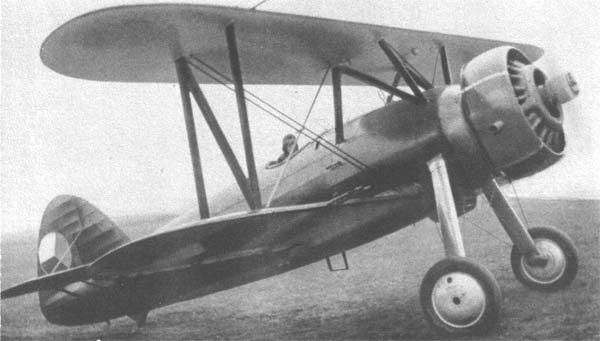
Letov Š-231

Bei dieser Variante wurde die Aerodynamik wesentlich verbessert. Die Maschinen erhielten ein geändertes Flügelprofil und der Sternmotor wurde mit einem Townend-Ring versehen. Als Motor wurde der Bristol Mercury gewählt. Der Erstflug dieser Variante – ursprünglich als Letov Š-31A bezeichnet – fand am 17. März 1933 statt. Es wurden einige Änderungen am Tragwerk vorgenommen, und die Testflüge wurden fortgesetzt. Am 21. Juli desselben Jahres wurde die Maschine dem militärischen Lufttechnischen Institut übergeben. Kurz nach dieser Übergabe brach die Š-231 bei der Sturzflugerprobung auseinander, wobei der Testpilot ums Leben kam. Es zeigte sich, dass der Flugzeugrumpf den tatsächlich auftretenden Belastungen nicht gewachsen war, obwohl vorhergehende Belastungstests zufriedenstellend ausgefallen waren. Nach eingehenden Verhandlungen zwischen dem Verteidigungsministerium und dem Letov-Werk wurde jedoch ein zweiter Prototyp bestellt und die Serienfertigung von 23 Š-231 eingeleitet.
Nach weiteren eingehenden Tests im Jahr 1934 wurde am 3. November 1934 die offizielle Genehmigung für die Serienfertigung erteilt. Der Preis für eine Serienmaschine betrug 264.000 Kronen. Der Typ wurde noch 1934 in den Truppendienst überführt, in dem sie sich jedoch nur knapp zwei Jahre halten konnten. Bereits 1936 wurden sieben Maschinen im Letov-Werk wieder demontiert und in Kisten verpackt nach Spanien geschickt, um von den Republikanern im spanischen Bürgerkrieg eingesetzt zu werden. Aufgrund fehlender technischer Unterlagen ergaben sich jedoch Schwierigkeiten beim Zusammenbau und beim Einsatz. Vier wurden bei Startunfällen zerstört. Die anderen drei wurden jedoch zu Kampfeinsätzen herangezogen. 1937 wurden weitere zehn Maschinen nach Spanien gebracht. Diese bewährten sich aufgrund der bereits gemachten Erfahrungen mit der ersten Lieferung gut.
Insgesamt zeigte sich, dass die Doppeldecker-Jagdflugzeuge gegenüber Maschinen wie der Polikarpow I-16 oder den noch moderneren Messerschmitt Bf 109 und Hawker Hurricane bereits veraltet waren.

## Letov Š-331

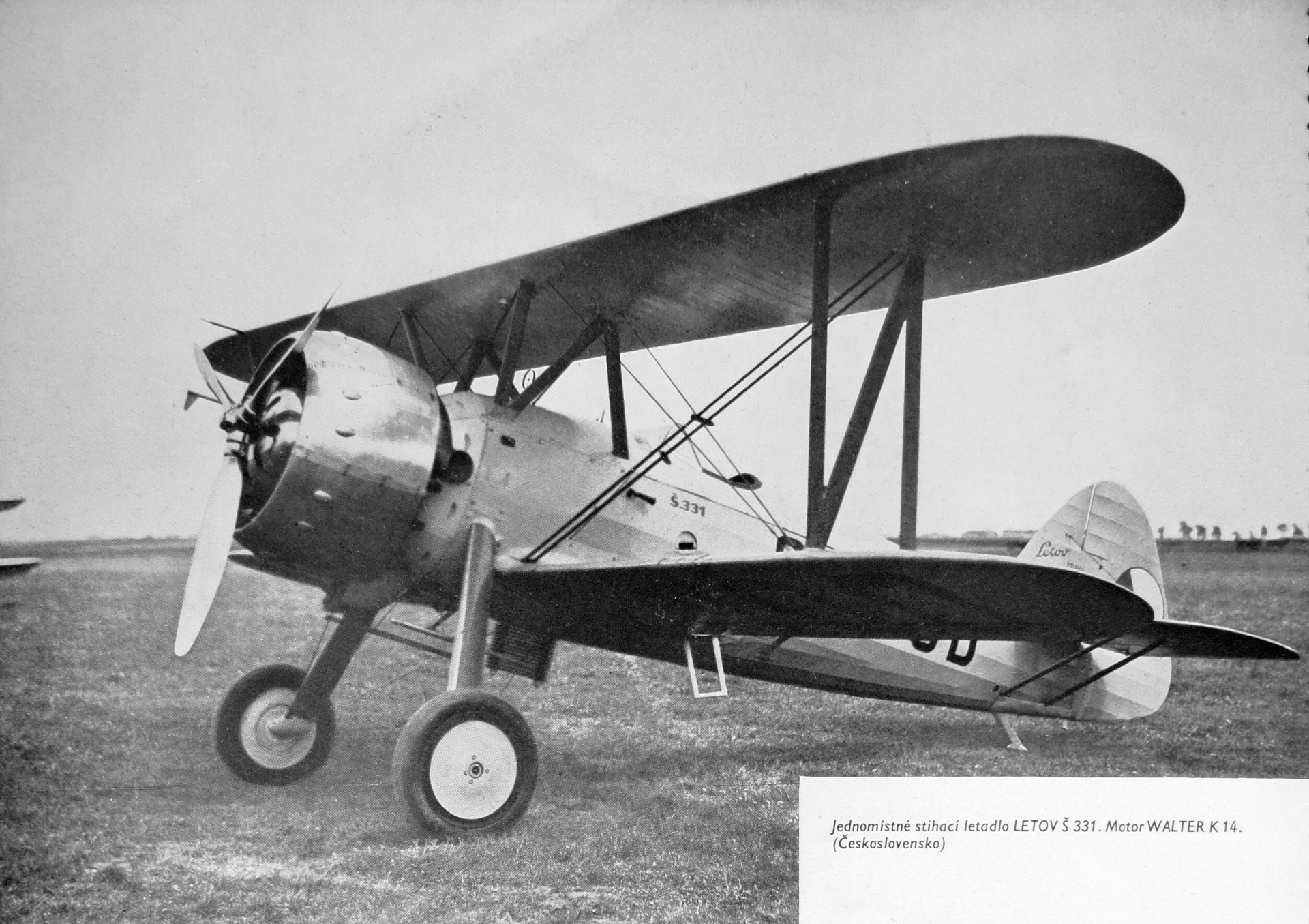
Letov Š-331

Version mit nochmals verstärktem Triebwerk. Das einzige Exemplar wurde im spanischen Bürgerkrieg an die dort kämpfenden Republikaner verkauft. Der Erstflug fand 1935 statt. Im selben Jahr konnte von Jiři Anderle ein Höhenrekord von 10.651 Metern erflogen werden.

## Letov Š-431
Prototyp mit einem 14-Zylinder-Doppelsternmotor Armstrong Siddeley Tiger. Die Maschine stürzte 1936 während der Erprobung ab. Damit wurde auch die Serie der Š-31 endgültig eingestellt.

## Militärische Nutzung
SlowakeiSlowakische Luftwaffe
 SpanienSpanisch Republikanische Luftwaffe
 SpanienSpanische Luftwaffe
 TschechoslowakeiTschechoslowakische Luftstreitkräfte

## Technische Daten

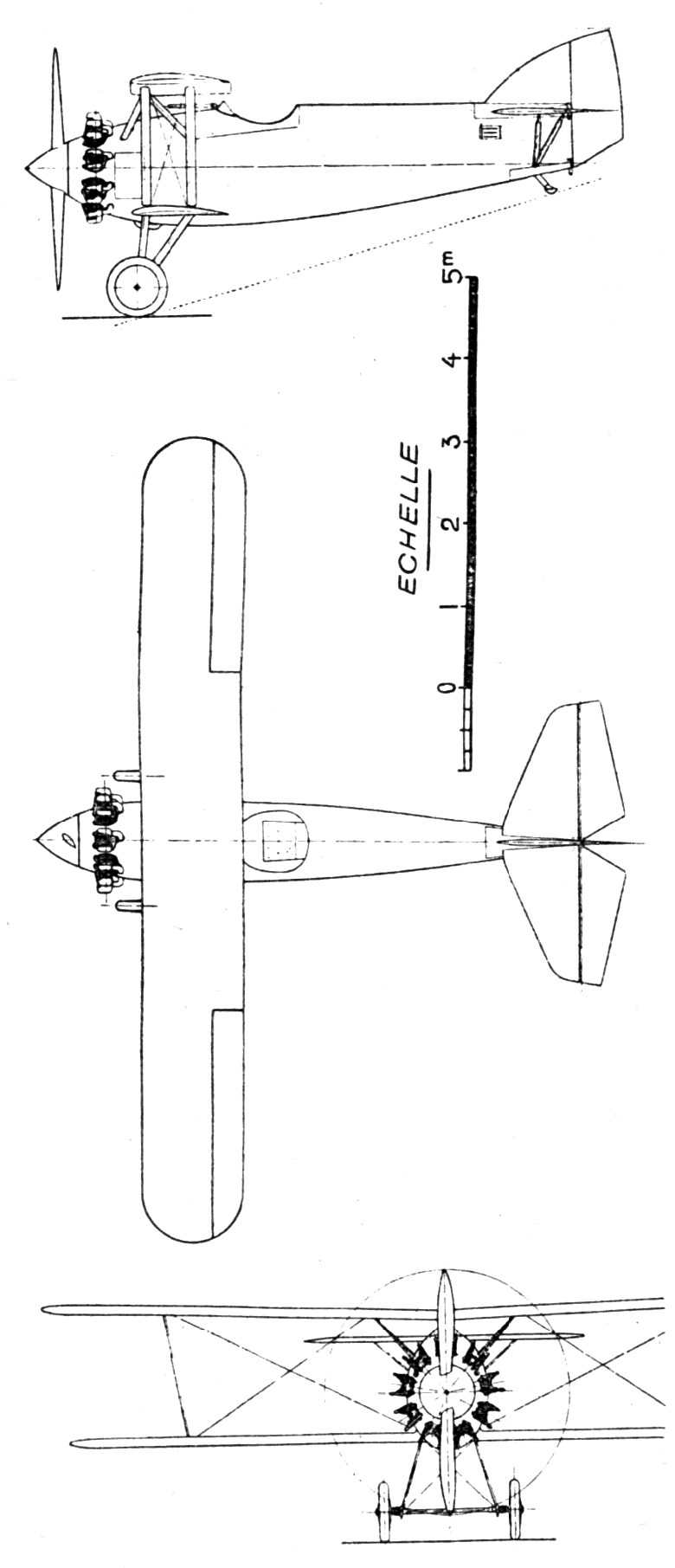
Dreiseitenansicht Š-31

| Kenngröße             | Š-31                                                         | Š-131                                                    | Š-231                                                                       | Š-331                                                                       | Š-431                                                                         |
| --------------------- | ------------------------------------------------------------ | -------------------------------------------------------- | --------------------------------------------------------------------------- | --------------------------------------------------------------------------- | ----------------------------------------------------------------------------- |
| Länge                 | 7,15 m                                                       | 7,15 m                                                   | 7,80                                                                        | 7,90 m                                                                      | 7,90 m                                                                        |
| Spannweite            | 9,80 m                                                       | 9,80 m                                                   | 10,06                                                                       | 10,06                                                                       | 10,06                                                                         |
| Höhe                  | 2,95 m                                                       | 2,95 m                                                   | 3,00 m                                                                      | 3,00 m                                                                      | 3,00 m                                                                        |
| Flügelfläche          | 21,80 m²                                                     | 21,80 m²                                                 | 21,50 m²                                                                    | 21,50 m²                                                                    | 21,50 m²                                                                      |
| Flächenbelastung      | 57,4 kg/m²                                                   | 63,9 kg/m²                                               | 82,5 kg/m²                                                                  | 91 kg/m²                                                                    | 84 kg/m²                                                                      |
| Leermasse             | 830 kg                                                       | 970 kg                                                   | 1280 kg                                                                     | 1450 kg                                                                     | 1310 kg                                                                       |
| Startmasse            | 1254 kg                                                      | 1392 kg                                                  | 1770 kg                                                                     | 1950 kg                                                                     | 1805 kg                                                                       |
| Höchstgeschwindigkeit | 254 km/h                                                     | 292 km/h                                                 | 348 km/h                                                                    | 405 km/h                                                                    | 370 km/h                                                                      |
| Reisegeschwindigkeit  | 225 km/h                                                     | 270 km/h                                                 | 310 km/h                                                                    | 385 km/h                                                                    | 345 km/h                                                                      |
| Steigzeit auf 5.000 m | 10 min                                                       | 6,50 min                                                 | 8,28 min                                                                    | 6,44 min                                                                    | 6,58 min                                                                      |
| Dienstgipfelhöhe      | 8.000 m                                                      | 10.000 m                                                 | 9.300 m                                                                     | 11.200 m                                                                    | 9.500 m                                                                       |
| Reichweite            | 320 km                                                       | 450 km                                                   | 450 km                                                                      | 410 km                                                                      | 450 km                                                                        |
| Bewaffnung            | 2 × MG 7,7 mm                                                | 2 × MG 7,7 mm                                            | 4 × MG ČZ vz. 30 7,92 mm, pneumatisch betätigt 6 leichte Bomben zu je 12 kg | 4 × MG ČZ vz. 30 7,92 mm, pneumatisch betätigt 6 leichte Bomben zu je 12 kg |                                                                               |
| Antrieb               | 1 × 9-Zylinder-Sternmotor Walter Jupiter mit 331 kW (450 PS) | 1 × 9-Zylinder-Sternmotor BMW Hornet mit 386 kW (525 PS) | 1 × 9-Zylinder-Sternmotor Walter (Bristol) Mercury V-S2 mit 412 kW (560 PS) | 1 × 14-Zylinder-Doppelsternmotor Walter K-14 II mit 662 kW (900 PS)         | 1 × 14-Zylinder-Doppelsternmotor Armstrong Siddeley Tiger mit 500 kW (680 PS) |